# Stati Uniti d'America medio-occidentali
Gli Stati Uniti medio occidentali (in inglese Midwestern United States o più semplicemente Midwest) sono una regione censuaria degli Stati Uniti d'America situata subito a est della zona centrale del paese. È composta a sua volta da due divisioni censuarie: gli Stati centrali del nord-est e gli Stati centrali del nord-ovest. A livello federativo la regione è composta da otto Stati che insieme raccolgono il 20% della popolazione statunitense (secondo i dati del censimento del 2000), e che sono: 
- Illinois
- Indiana
- Iowa
- Michigan
- Minnesota
- Missouri
- Ohio
- Wisconsin

A questi vengono comunemente aggiunti quattro Stati più occidentali, in quanto Stati che almeno in parte rientrano nella regione del Midwest:
- Dakota del Nord
- Dakota del Sud
- Kansas
- Nebraska

È una delle quattro regioni geografiche all'interno degli Stati Uniti d'America che sono ufficialmente riconosciute dall'United States Census Bureau.